# Adel Bafdile
Adel Bafdile (...) è un giocatore di football americano francese, che gioca come cornerback per i Black Panthers de Thonon.
Ha giocato per i Molosses d'Asnières dal 2013 al 2018, con una stagione alla squadra universitaria canadese dei Faucons du Cégep de Lévis; è in seguito passato ai finlandesi Kuopio Steelers, per poi tornare a giocare in Francia, ai Black Panthers de Thonon.

## Palmarès
- 1 Vaahteramalja (Kuopio Steelers: 2021,)
- 1 Casque de Diamant	 (Black Panthers de Thonon: 2023)